# Real monasterio de Brou

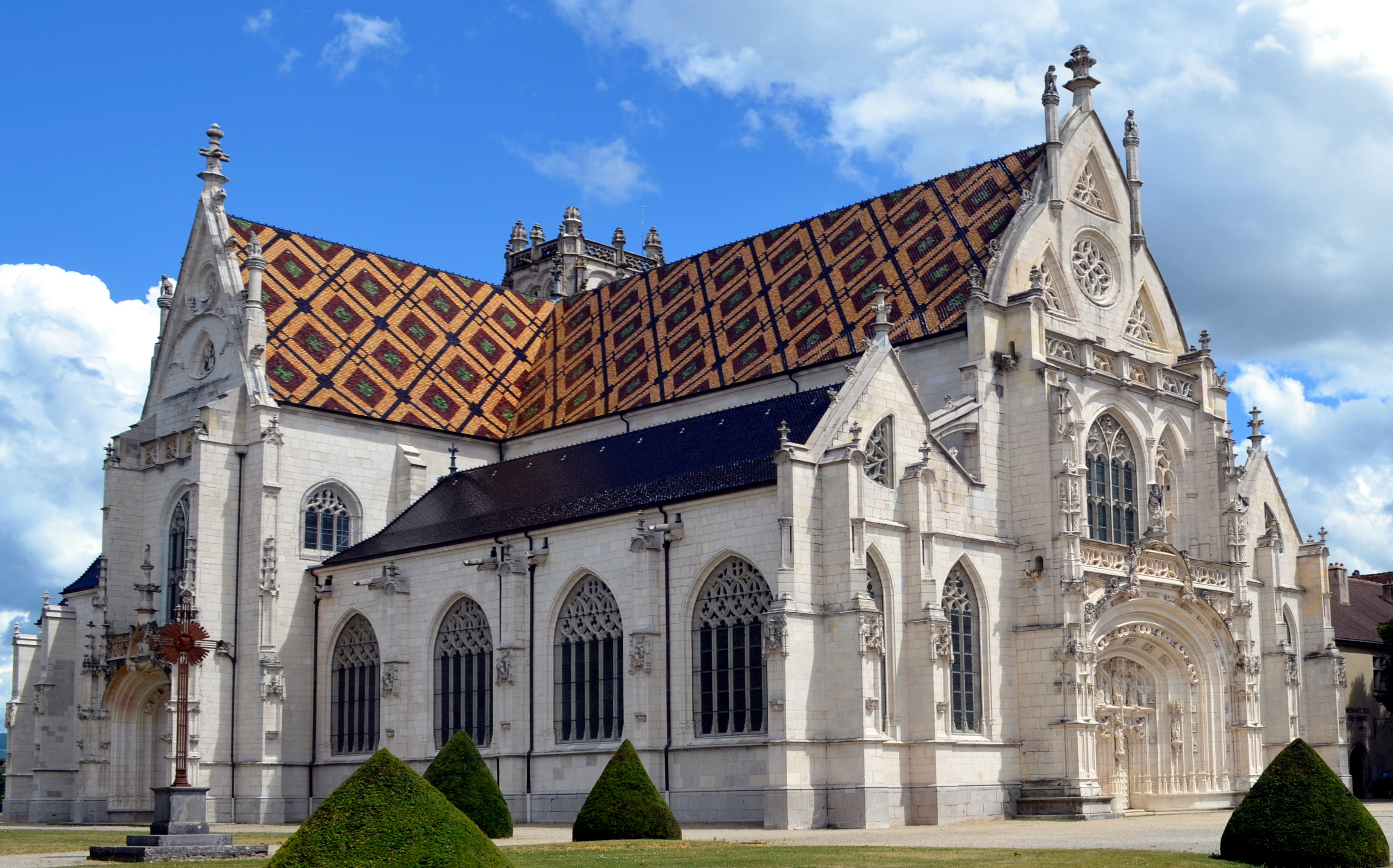
Otro ángulo de la iglesia.

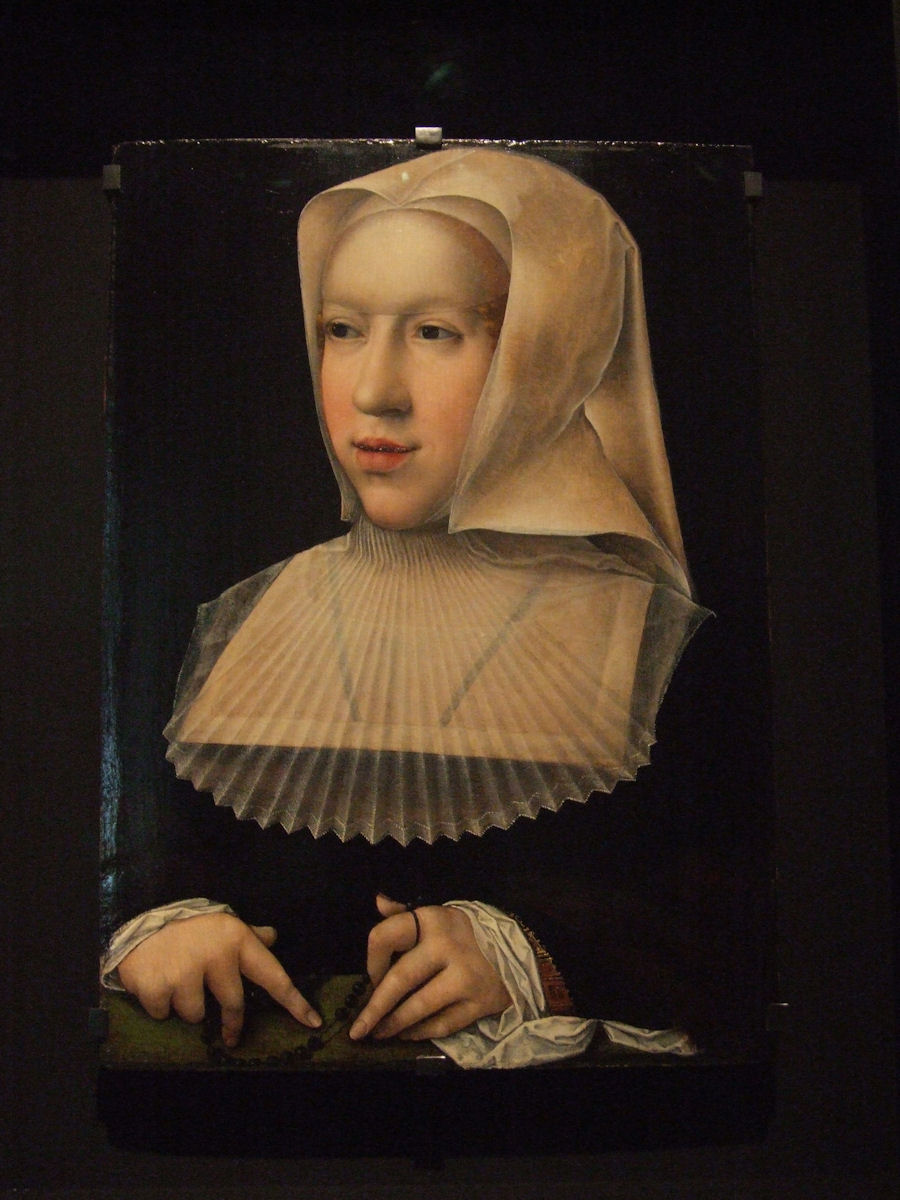
Margarita de Austria, por Bernard van Orley, en el Museo de Brou (que se encuentra ubicado en el monasterio).

El Real monasterio de Brou (en francés: Monastère royal de Brou) está situado al sureste del centro de la ciudad de Bourg-en-Bresse, capital del departamento francés de Ain (Ródano-Alpes). Este monasterio agustiniano fue fundado por Margarita de Austria (1480-1530).

## Historia
Margarita de Austria, viuda de Juan de Aragón (1478-1497), se había casado en 1501 con Filiberto II de Saboya y juntos residían habitualmente cerca de Bourg-en-Bresse. En 1504 enviudó de nuevo y fue entonces que tomó la iniciativa de construir un monasterio como necrópolis de su esposo. En el lugar existía anteriormente un priorato benedictino dedicado a san Pedro, donde hizo enterrar de manera provisional a Filiberto. Aquel primer establecimiento monástico tenía su origen en un lugar de eremitas, que ya en el siglo XI se había organizado como comunidad religiosa.
Una bula fechada el 16 de julio de 1506 ordenó la supresión del priorato benedictino y autorizó la construcción de un nuevo establecimiento destinado a ser ocupado por monjes agustinos. El conjunto del monasterio se levantó con una rapidez considerable, entre 1506 y 1532. Las obras comenzaron por las dependencias que rodean los tres claustros y la iglesia a partir de 1513.

## Edificios

### La iglesia
La iglesia se construyó entre los años 1513 y 1532. Presenta una fachada gótica con una decoración exuberante. Su interior comprende cinco naves y un amplio crucero. Reúne un valioso conjunto de piezas que conforman su mobiliario: 
- Pila bautismal, de mármol negro y fechada en 1546. Es obra de Nicolás Ducré.

- Trascoro, que separa la nave del coro por medio de tres arcos con decoración gótica flamígera. La balaustrada superior tiene entre su delicada decoración siete tramos divididos por imágenes. Tras este elemento se encuentra el coro.

- Sillería del coro, probablemente  obra flamenca. Se construyó entre los años 1530 y 1532. Está colocado en ambos lados, y las sillas están situadas en dos órdenes. En medio del espacio se encuentra la tumba de Filiberto.

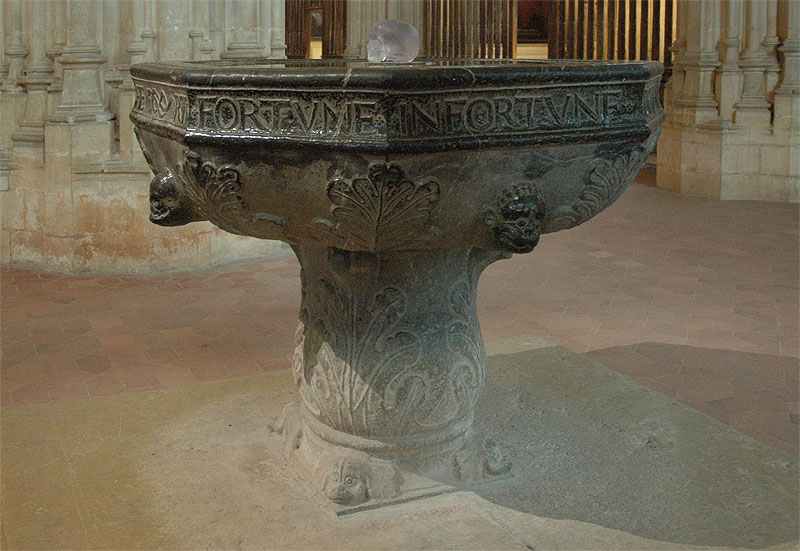
La pila bautismal.
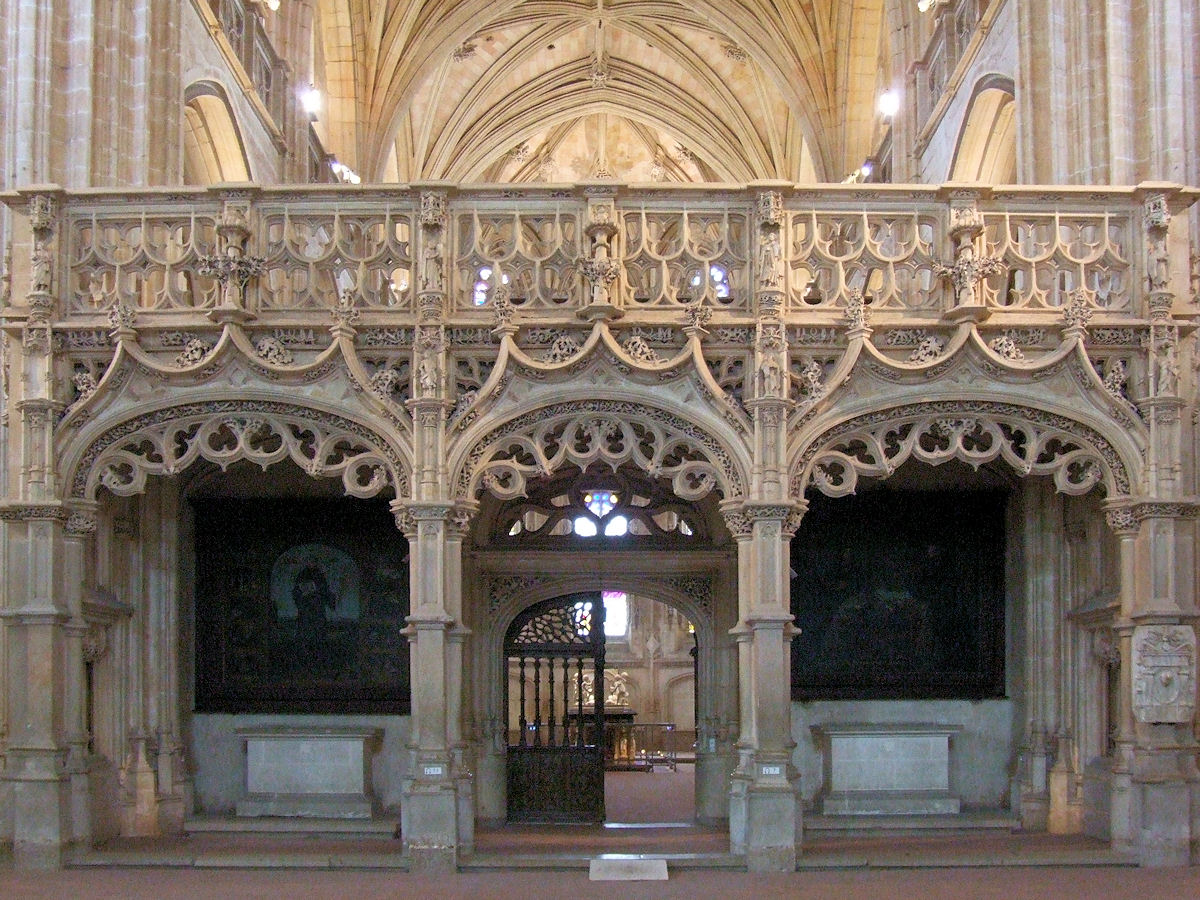
El trascoro.
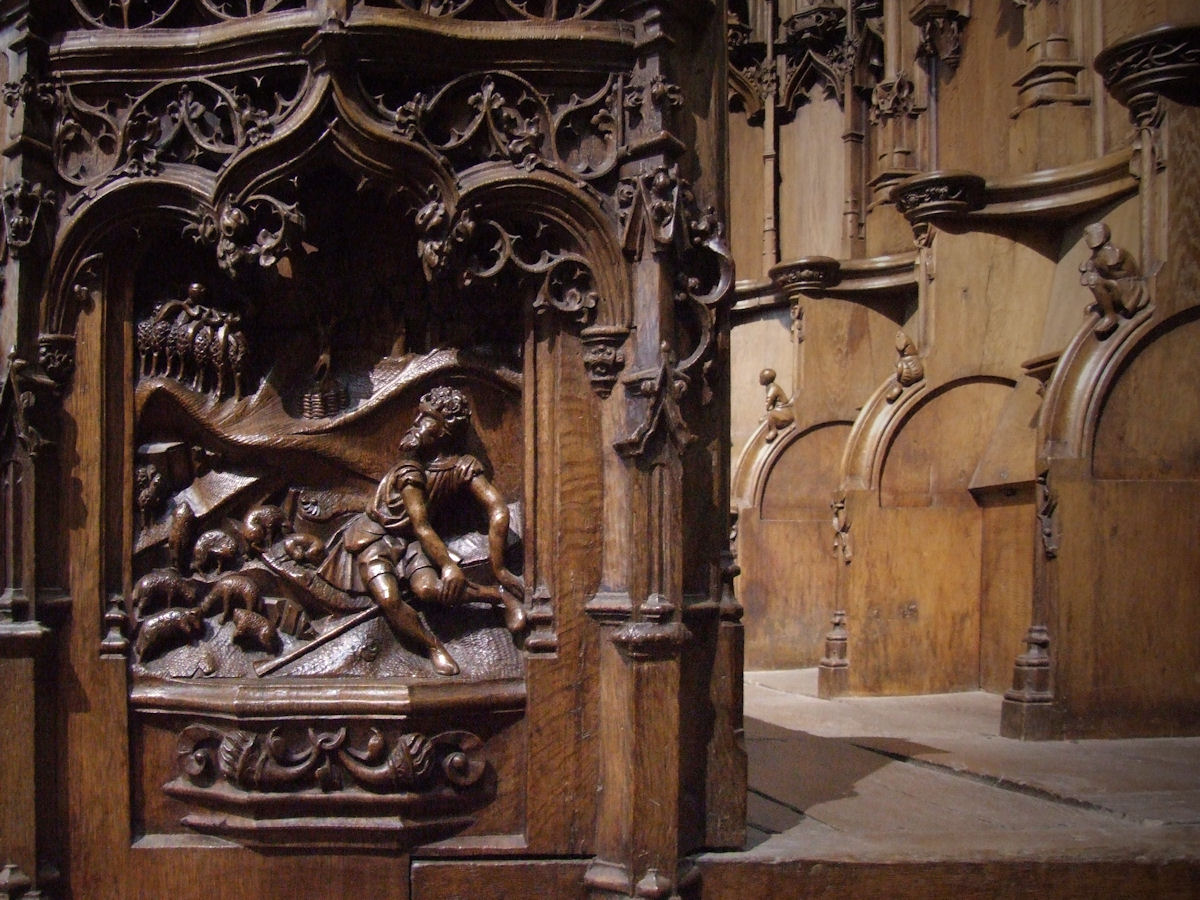
Sillería del coro.

- Tumba de Filiberto II de Saboya. Sobre una losa de mármol negro se halla la estatua yacente del personaje, ricamente vestido, reposando su cabeza sobre un almohadón finamente elaborado y rodeado de angelotes tenantes de escudos y armas del fallecido. Una estructura de mármol blanco con delicadas figuras de sibilas soporta estas piezas y cierra una segunda figura yacente. Es obra de Conrad Meyt. Este escultor flamenco trabajó entre 1526 y 1531 en las estatuas yacentes de Brou, ayudado por maestros locales.

- Tumba de Margarita de Borbón. En la parte sur está la tumba de la madre de Filiberto, situada en un nicho. La figura yacente de Margarita se encuentra sobre mármol negro. Frontalmente hay varias figuras orantes llorando entre ángeles. También es obra de Conrad Meyt.

- Tumba de Margarita de Austria. El mismo escultor (Meyt) se encargó de hacer la tumba de la donante de estas construcciones, Margarita de Austria, hija de Maximiliano I de Habsburgo. Esta obra sigue el mismo patrón que la tumba de su esposo Filiberto, con dos estatuas yacentes superpuestas. Este sepulcro está situado bajo un baldaquino gótico flamígero del mismo estilo que predomina en todo el conjunto arquitectónico de la iglesia y su decoración.

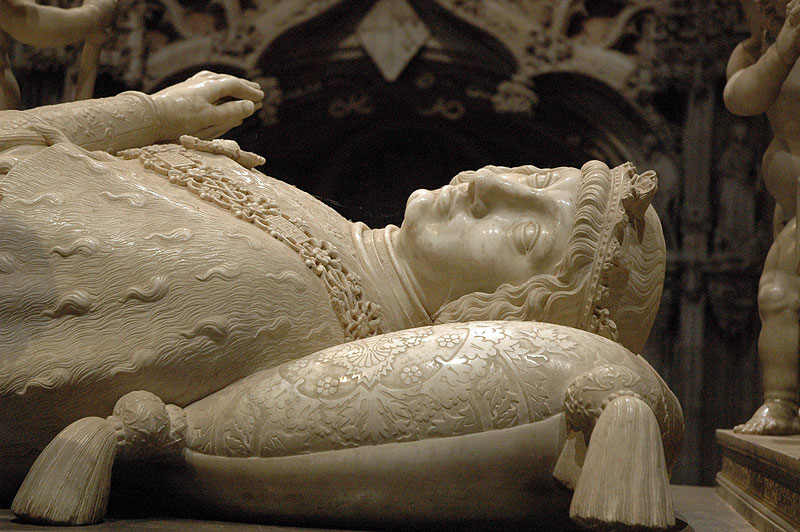
Filiberto II de Saboya.
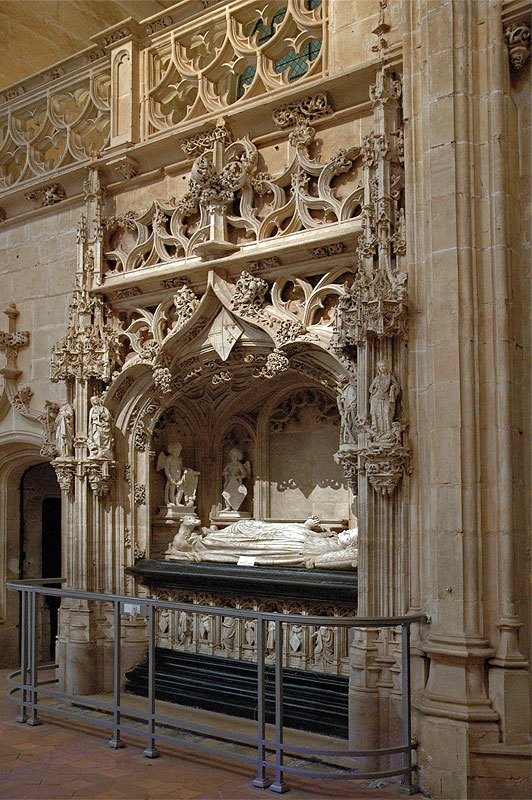
Tumba de Margarita de Borbón.
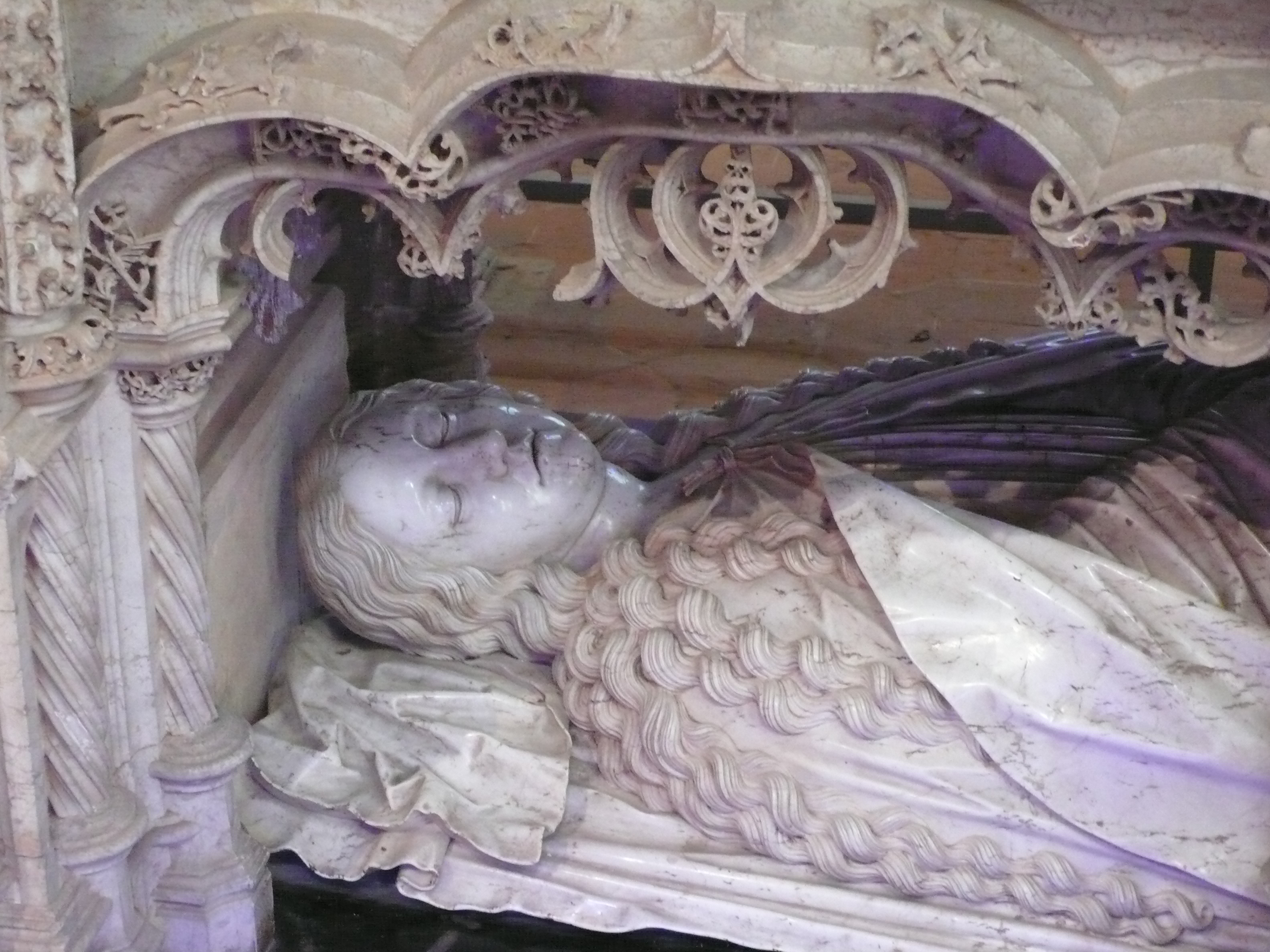
Figura yacente de Margarita de Austria.
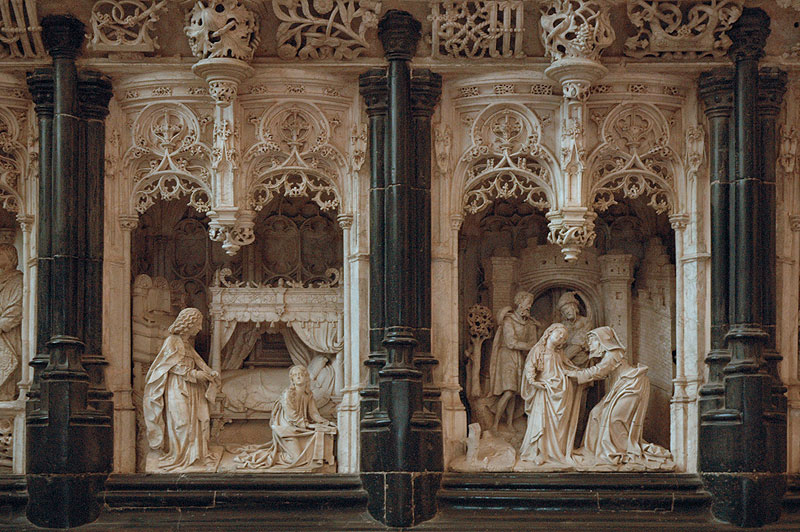
Anunciación y Visitación del retablo de los Gozos.

- Retablo de los Gozos de la Virgen. Dentro de una arquitectura de mármol blanco, típica del siglo XVI, se representan los siete gozos de la Virgen. Está dividido en tres calles y con predela. La calle central la ocupa la Asunción, el de la izquierda la Aparición de Cristo a su madre y la Adoración de los pastores, el de la derecha el Pentecostés y la Adoración de los Magos. En la predela la Anunciación y la Visitación. Este retablo es obra del taller de Bourg-en-Bresse.

- Vitrales. La iglesia tiene una importante serie de vitrales, concentrados en los ventanales de la cabecera; ni las naves ni la fachada las han tenido nunca. Son obra de un taller de Lyon formado por Jean Brachon, Antoine Noison y Jean Orquois que trabajaron con diseños hechos in situ y con otros procedentes de Flandes.

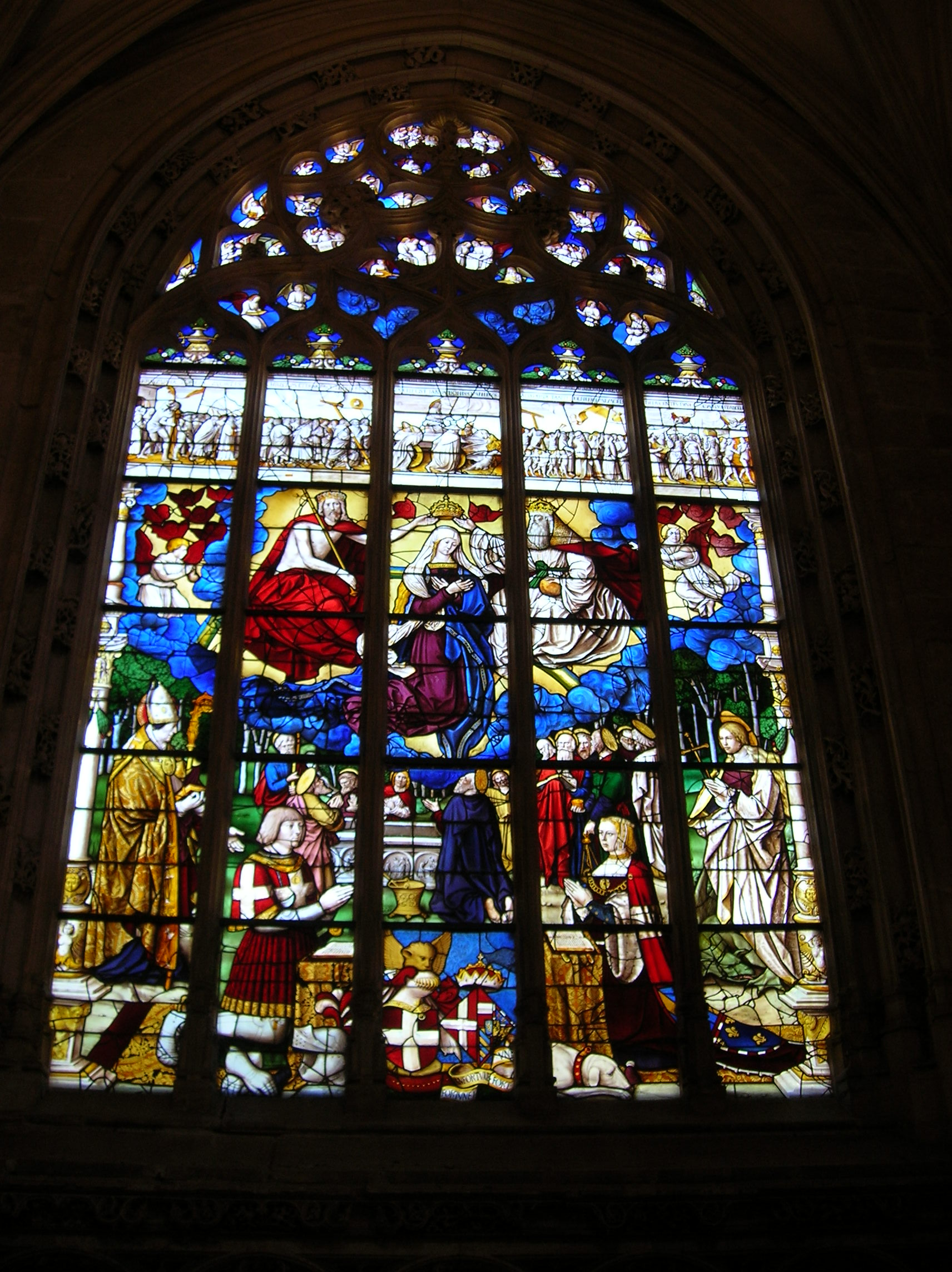
Vitral con La Asunción y la Coronación de la Virgen con Filiberto y Margarita.
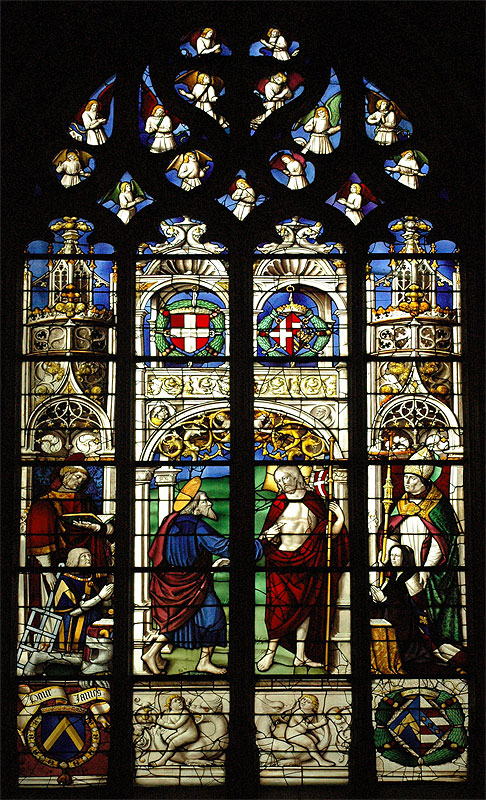
Vitral con la Incredulidad de santo Tomás entre los donantes.
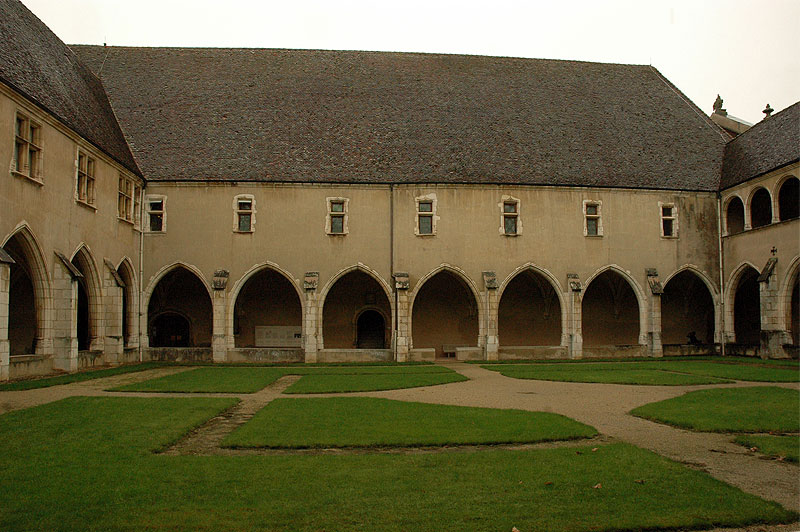
Segundo claustro.
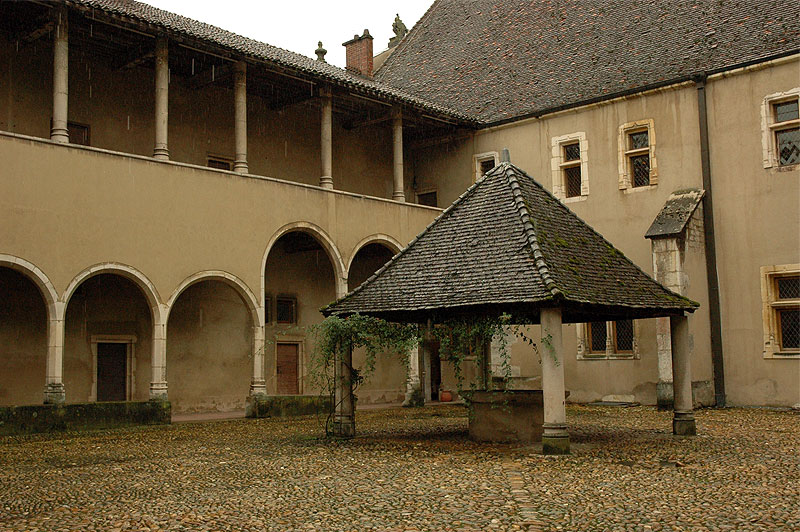
Tercer claustro.

### Dependencias monásticas. Museo
El resto de los elementos que conforman las dependencias del monasterio, son de arquitectura muy sencilla y se desarrollan alrededor de tres claustros. En algunas de estas salas se encuentra el museo, de propiedad municipal e instalado en este lugar en 1922. En el refectorio, en la planta baja, se expone la colección de esculturas religiosas del siglo XIII al siglo XVII; las pinturas y otros elementos están situados en el piso superior en las antiguas celdas de los monjes.